# The Firstborn Is Dead
The Firstborn Is Dead è il secondo album della rock band Nick Cave and the Bad Seeds, pubblicato nel 1985.
Il titolo dell'album allude al gemello primogenito nato morto del cantante Elvis Presley, la cui nascita è raccontata in chiave mitologica in Tupelo, ispirata da un brano omonimo del cantante blues John Lee Hooker, che tratta dell'alluvione che colpì l'omonima città, luogo natio di Presley stesso, nel 1927.
Il brano Wanted Man, originariamente scritto da Bob Dylan e interpretato da Johnny Cash, presenta un testo rielaborato da Cave.

## Tracce
1. Tupelo (Nick Cave/Barry Adamson/Mick Harvey) - 7:17
2. Say Goodbye to the Little Girl Tree (Cave/Harvey) - 5:10
3. Train Long-Suffering (Cave) - 3:49
4. Black Crow King (Cave/Blixa Bargeld) - 5:05
5. Knocking on Joe (Cave) - 7:38
6. Wanted Man (Bob Dylan) - 5:27
7. Blind Lemon Jefferson (Cave/Adamson/Bargeld/Harvey) - 6:10

Presenti solo nell'edizione CD:
1. The Six Strings that Drew Blood (Cave/Rowland S. Howard) - 4:50
2. Tupelo (Single version) (Cave/Adamson/Harvey) - 5:01

## Musicisti
- Nick Cave - voce, armonica a bocca
- Mick Harvey - chitarra, pianoforte, organo, basso, batteria
- Barry Adamson - chitarra, organo, basso, batteria
- Blixa Bargeld - chitarra